# 大島 (宮城県気仙沼市)

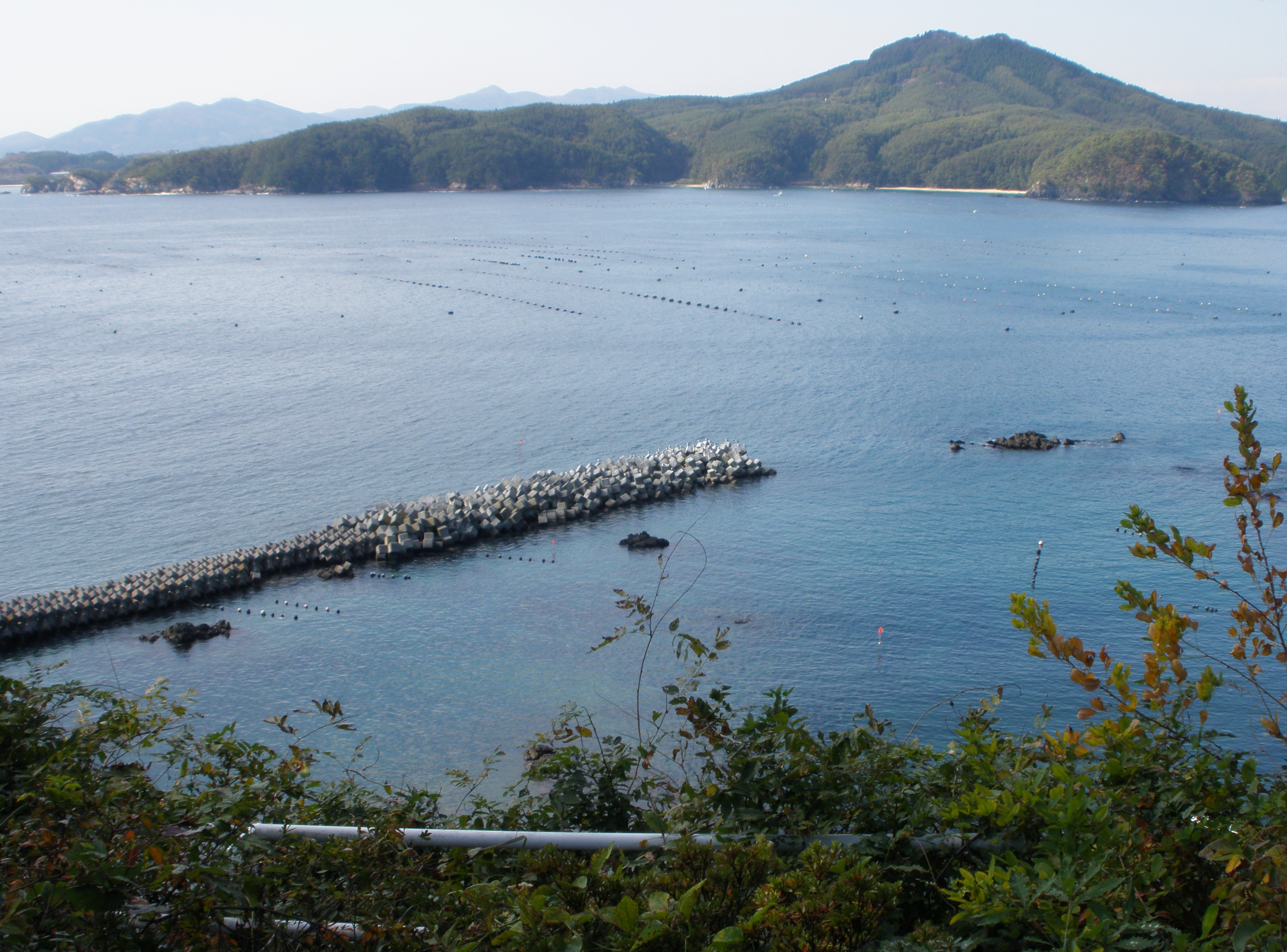
唐桑半島の西岸から見た気仙沼大島（2009年11月5日）

大島（おおしま）は、日本の東北地方の三陸海岸に位置する、面積8.50平方キロメートルの島。行政上は宮城県気仙沼市に属する有人島。通常「大島」と呼ばれるが、全国各地にある他の「大島」と区別する場合「気仙沼大島（けせんぬま おおしま）」と呼ばれる。2024年時点で約1000世帯・約2100人が暮らし、面積・人口共に宮城県および東北地方最大の島である。

## 概要
気仙沼市街地の対岸正面に位置する。三陸海岸に特徴的なリアス式海岸の一つ、気仙沼湾の入口にある。本土とは大島瀬戸によって隔てられ、最も狭い場所で230メートルしか離れていない。気仙沼湾の入口に大島があることで湾内は常に穏やかであり、気仙沼漁港は天然の良港となっているため、「気仙沼の防波堤」とも呼ばれている。ただし、2011年（平成23年）3月中旬に起きた東日本大震災の際は津波の規模が大きく、島自体と気仙沼市街も甚大な被害を受けた。
島の最高点は島の北部、本土対岸にある亀山（標高235m）である。亀山の頂上には希少な「緑の桜」（御衣黄）が自生し、鳴き砂海岸である十八鳴浜（くぐなりはま）など、自然が豊かな島である。作家の水上不二によって「大島よ永遠にみどりの真珠であれ」とたたえられた。
島の周囲には大前見島、小前見島、黒崎島といった無人島や岩礁がいくつかある。

### 東日本大震災
2011年3月11日の東日本大震災では、海沿いの低地が浸水したほか、田中浜から浦の浜にかけて津波が横断し、島は一時南北に分断された。玄関口であった浦の浜港が破壊された上、津波で船舶が流されたため大島は孤立したが、アメリカ海軍航空隊による空輸と揚陸艦エセックスから揚陸艇で上陸したアメリカ海兵隊第31海兵隊遠征隊により支援活動が行われた。
また、浦の浜と亀山の山上を結んでいたリフトも被災し、その後撤去された。

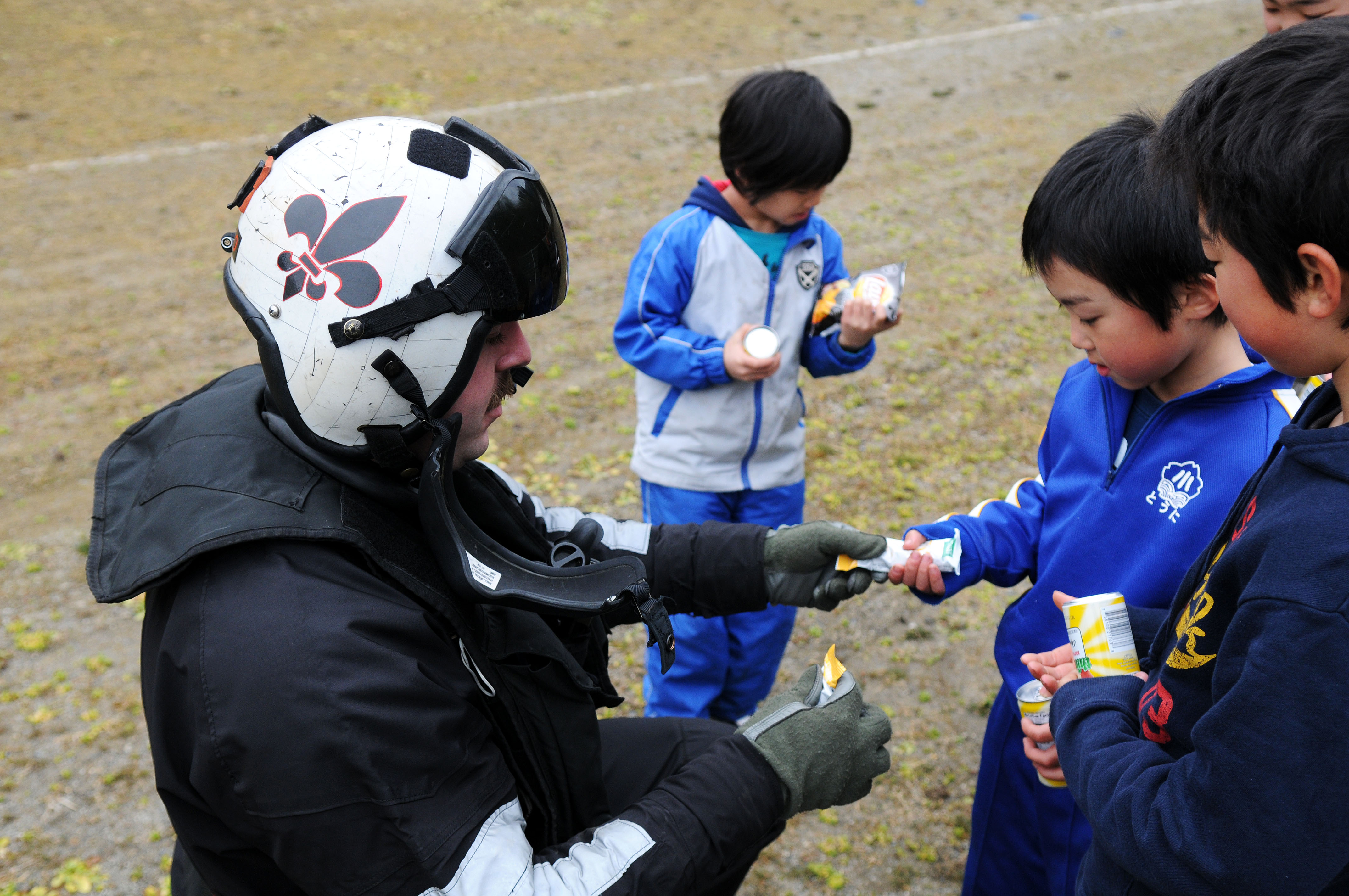
東日本大震災におけるトモダチ作戦で大島に着陸したアメリカ海軍航空隊員から救援物資を受け取る子供たち（緑のふれあい広場、2011年3月21日）
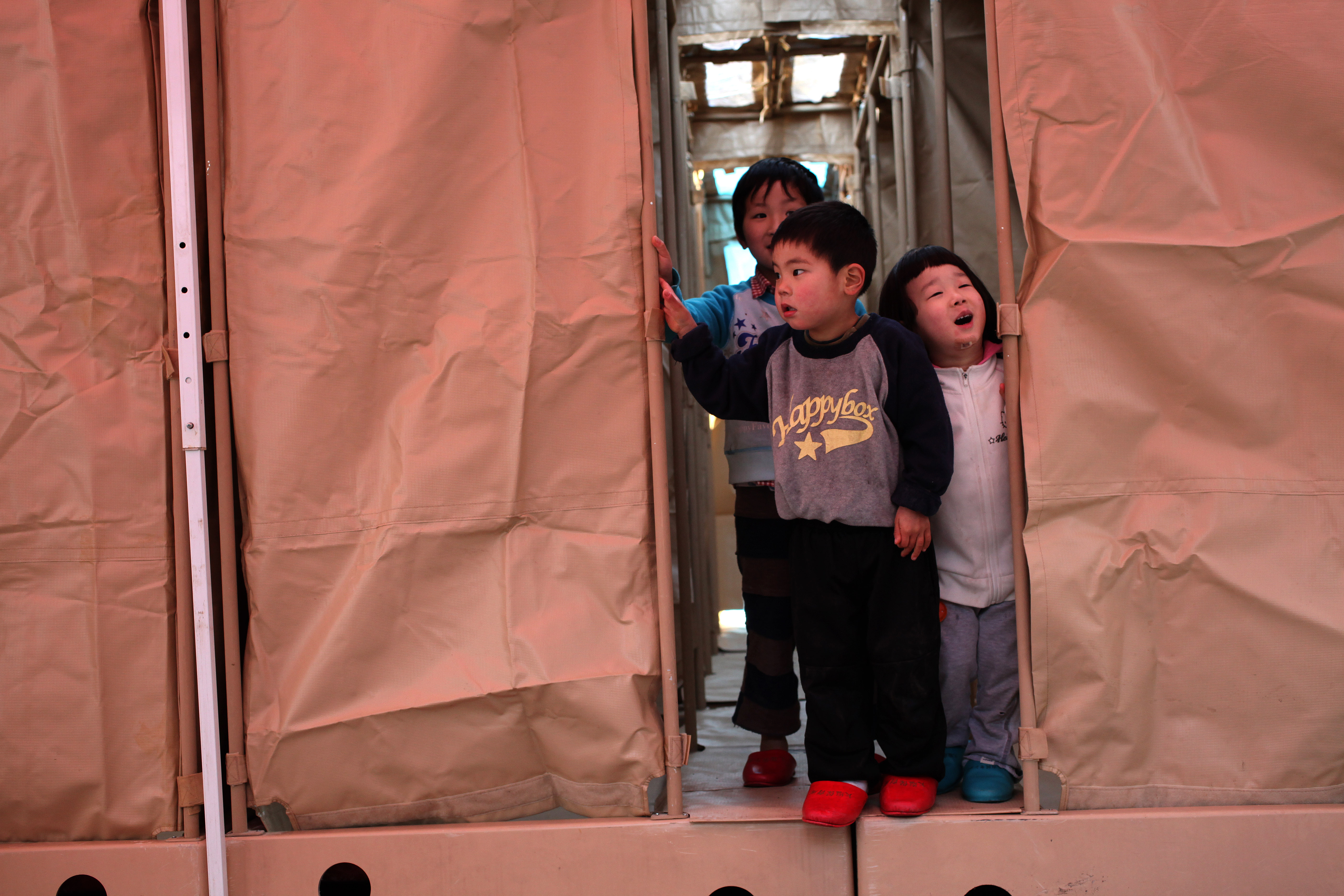
東日本大震災で設置された仮設シャワールーム（2011年3月26日）
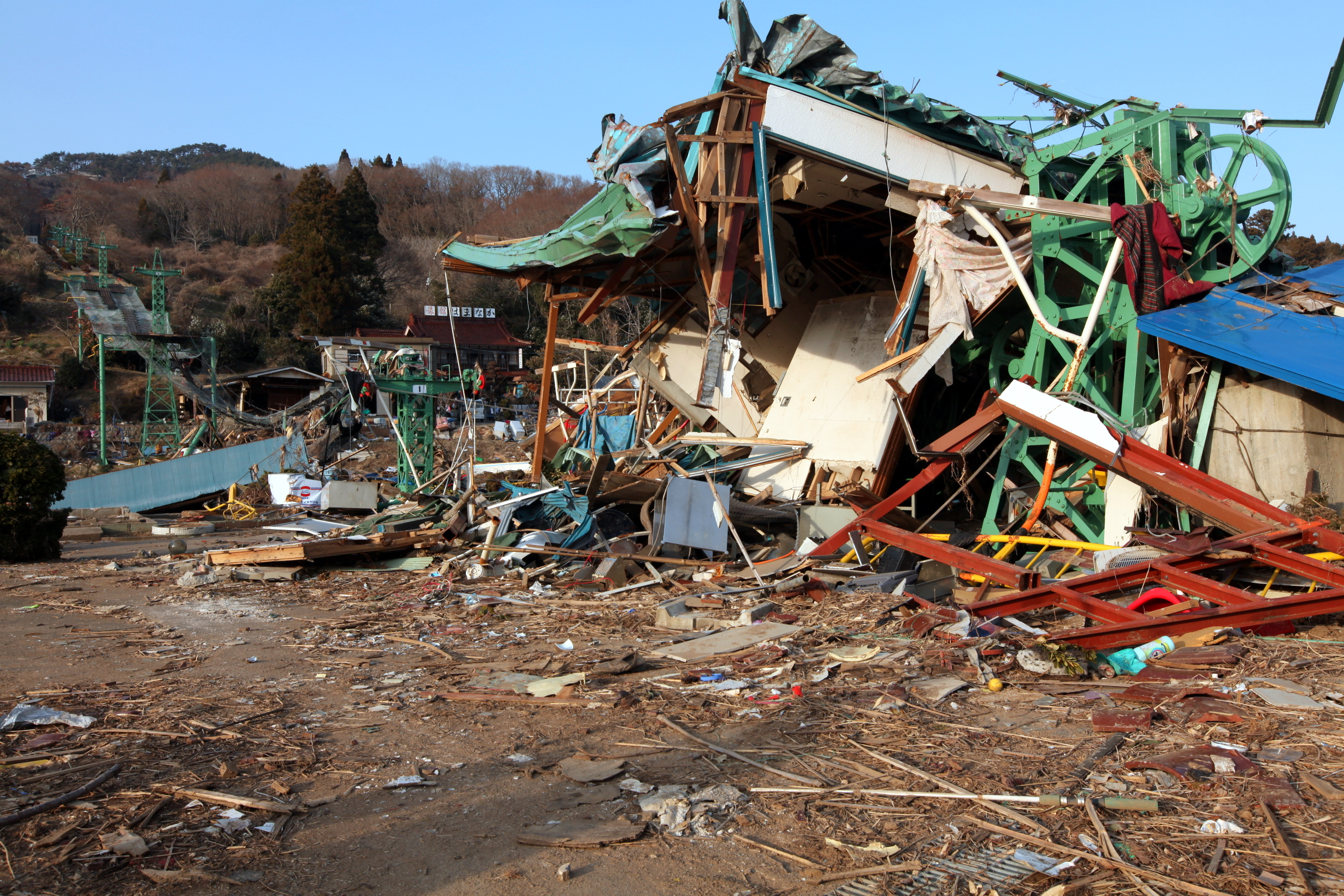
津波によって破壊された気仙沼市営亀山リフトの乗り場（浦の浜港、2011年4月1日）
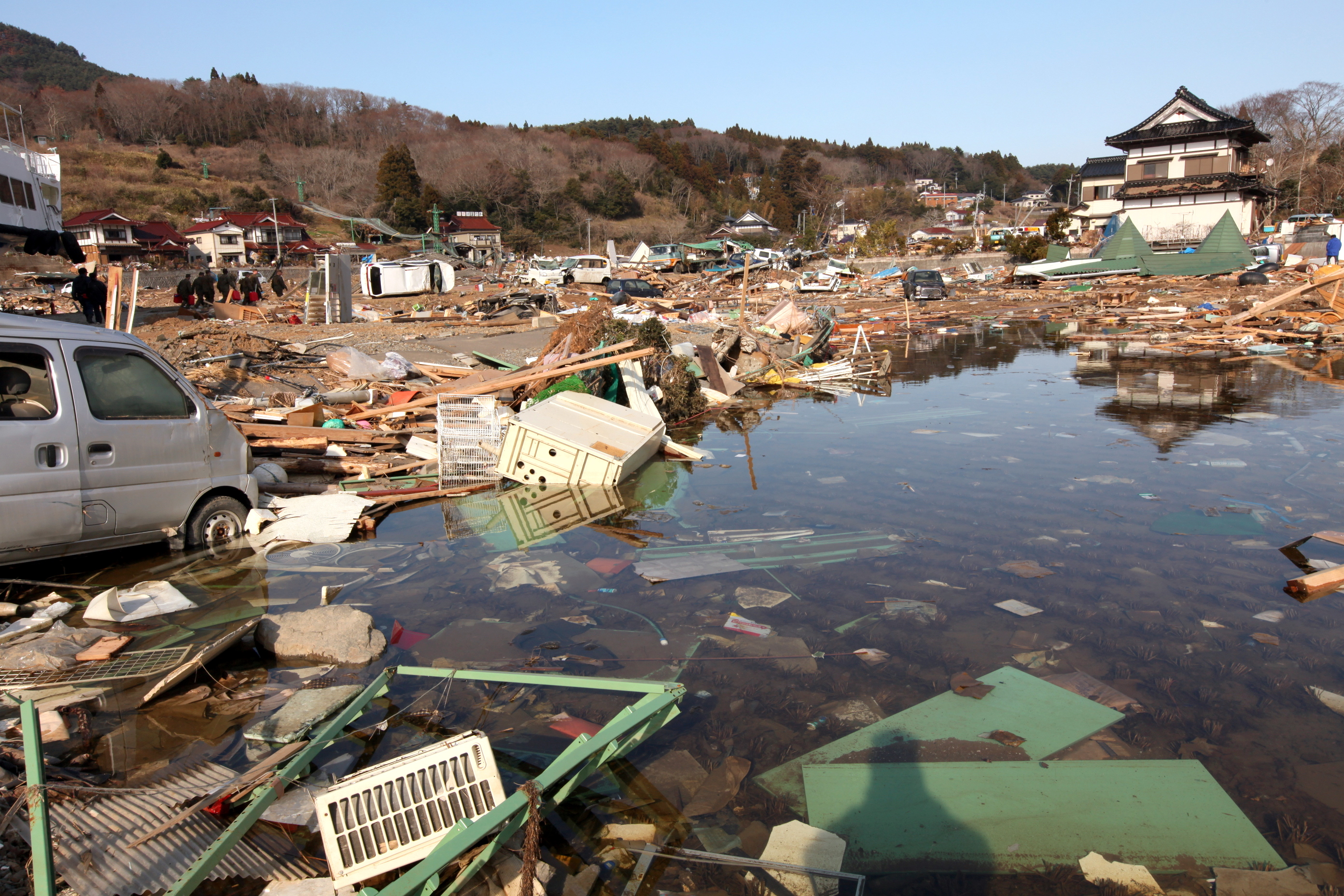
冠水し、瓦礫が散乱した通り（浦の浜港、2011年4月1日）
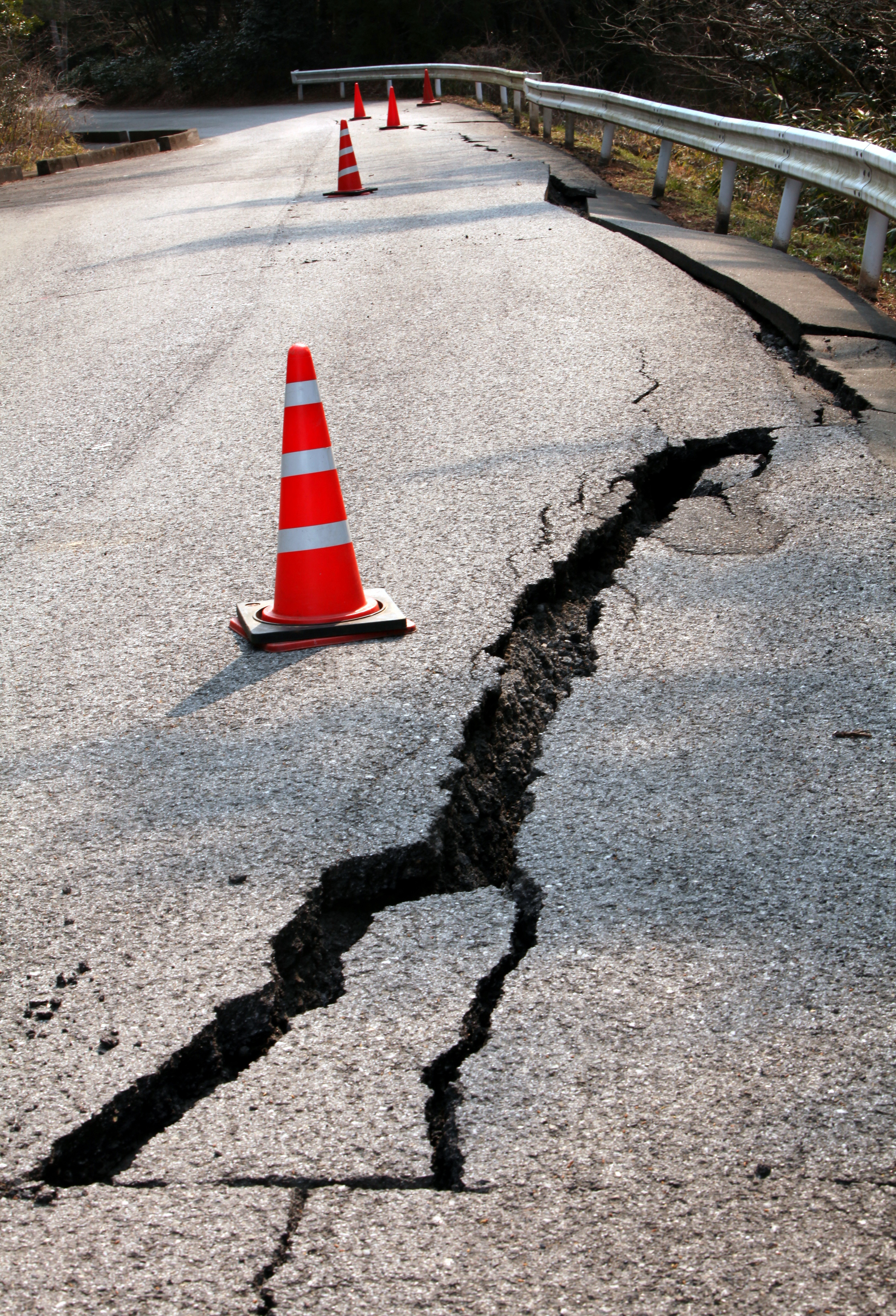
東北地方太平洋沖地震により道路に沿って走った亀裂（大初平、2011年4月2日）

## 地域

### 北部
標高235mの亀山を中心とした地域で、海沿いに集落が点在する。北側の唐桑半島との間の海域は大島瀬戸と呼ばれ、牡蠣などの養殖が営まれている。
南西部の浦の浜はかつて、海の玄関口として定期船が発着していたが、気仙沼大島大橋の開通後は陸の玄関口となり、観光拠点として大島ウェルカム・ターミナルが設けられている。
南東部の田中浜から浦の浜にかけて、島の東西の幅が最も狭く、標高も低いため東日本大震災の際には津波が横断して一時島が分断された。

### 南部
島の中央を南北に貫く県道に沿って、島の中心となる町が形成されている。
太平洋に面した東側には小田の浜海水浴場がある。南端の龍舞崎には、対岸の岩井崎とともに灯台が設けられ、気仙沼湾の出入口を形成している。

## 交通

### 道路
島内を網羅し、気仙沼大島大橋を経由して気仙沼市東八幡前に至る宮城県道218号大島浪板線が通っている。

### 気仙沼大島大橋（愛称：鶴亀大橋）

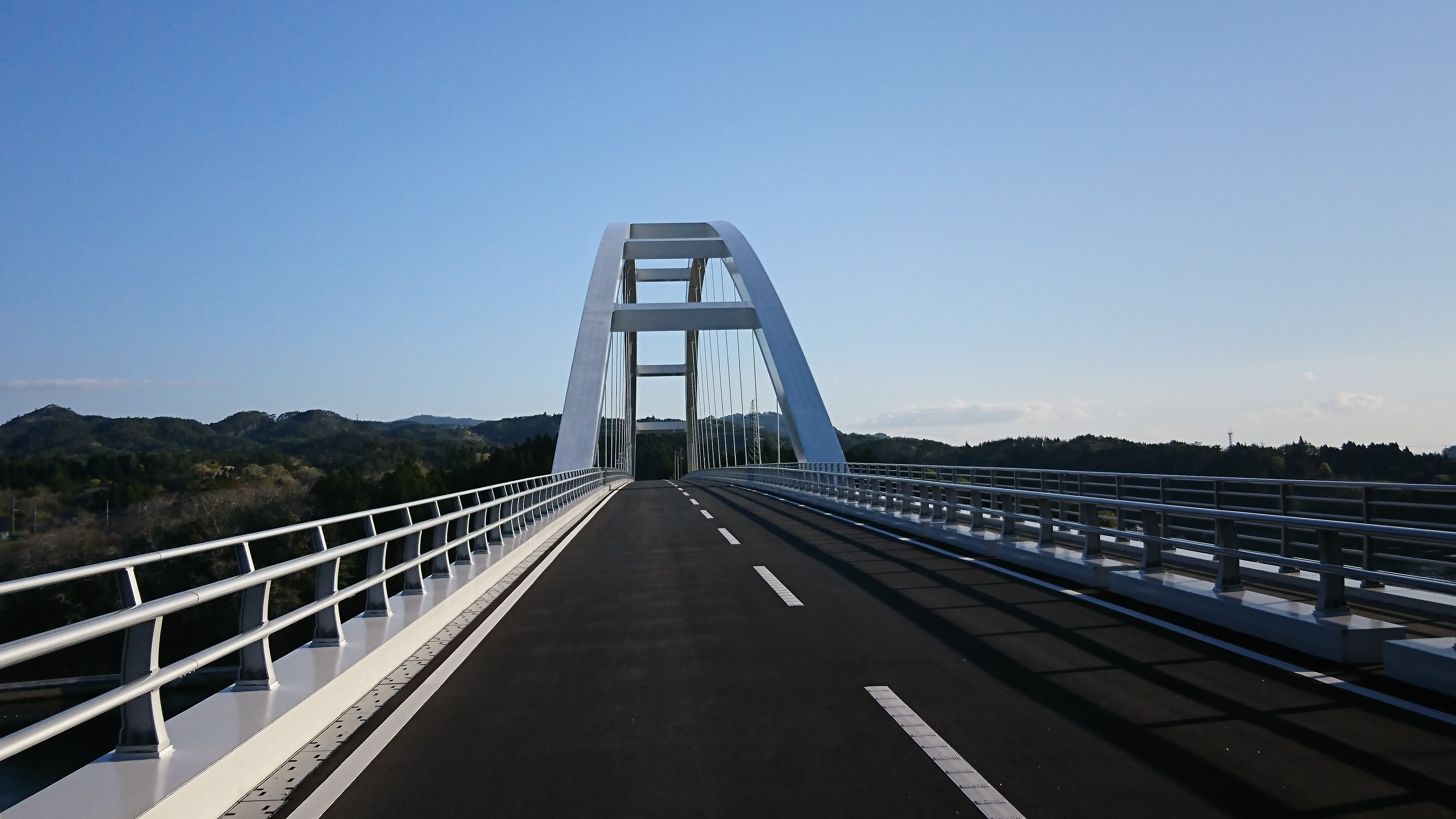
気仙沼大島大橋（大島側から撮影）

東日本大震災で島が一時孤立した経験から、気仙沼市鹿折と大島の間の大島瀬戸で「気仙沼大島大橋」（別名：鶴亀大橋）の架橋工事が進められ、アクセス路となる対岸の宮城県道218号大島浪板線拡幅と合わせて、2019年（平成31年）4月7日に開通した。県道大島浪板線自体も震災で壊滅的被害を受け、遅れが懸念されていたが、アプローチ道路を大震災の津波の高さよりも高いものにして、整備し直すこととなり、2012年（平成24年）1月27日に事業着手式が行われている。架橋はあらかじめ組み上げた橋梁本体をクレーン船で運んで架ける方式が選択され、フェリー運航の合間を縫って行う難しい工事になったが、日本最大級の巨大クレーン船「富士」（深田サルベージ建設）によって無事完工された。NHKの人気ドキュメンタリー番組『プロフェッショナル 仕事の流儀』では「file:322　巨大クレーン船 ～男たちは、“希望”をかける～」と銘打って、工事に携わった技術者達にフォーカスを当てた内容が開通の月（2017年4月24日）に全国放送された。なお、クレーン船「富士」は大震災の時にも気仙沼港に駆けつけて復旧作業に従事した。

### 現在の交通機関

#### 高速バス
2021年より、ミヤコーバスの仙台 - 気仙沼線の一部の便が夏季・秋季限定で大島に乗り入れ、浦の浜（大島ウェルカム・ターミナル）を発着している。詳細は当該路線記事を参照のこと。

#### 路線バス
ミヤコーバスにより、路線バスが運行されている。
大島線
※主要停留所を掲載。太字は島内の停留所。
新王平 - 竜舞崎入口 - 大島学校前 - 大島出張所前 - 亀山入口 - 浦の浜（大島ウェルカム・ターミナル） - 鶴ヶ浦・鶴亀大橋 - 鹿折唐桑駅前 - 市役所前 - 気仙沼駅前 - 不動の沢 - 田谷本郷 - 市立病院
平日8往復（新王平 - 田谷本郷5本、新王平 - 市立病院3本）、土曜休日7往復（新王平 - 田谷本郷4本、新王平 - 市立病院3本）
1953年（昭和28年）に、仙北鉄道が夏季のみの季節運行として開業した。1962年（昭和37年）に社名変更で宮城バス、1970年（昭和45年）に企業統合で宮城交通、1998年（平成10年）に地域分社化で宮交気仙沼バスとなり、2007年（平成19年）に企業再編でミヤコーバスとなる。浦の浜に気仙沼営業所大島車庫がある。
開業当初は浦の浜 - 浅根の運行だったが、後に島内を一周する路線を形成していた。2005年に路線存廃の動きがあり、気仙沼市が補助金を交付して路線が存続することとなったが、亀山入口 - 外浜を乗合タクシーに移管（震災後に路線廃止）、外浜 - 新王平、竜舞崎入口 - 竜舞崎を廃止している。
気仙沼大島大橋の開通に伴い、2019年4月8日より大島線が気仙沼市内まで延伸した。

#### タクシー
- 大島五十番タクシー

### 過去に運行されていた交通機関

#### 定期船
大島汽船により、気仙沼観光船桟橋（エースポート） - 浦の浜港間に旅客船とフェリーが運航されていたが、気仙沼大島大橋の開通に伴い、2019年4月7日をもって運行を終了・廃止された。

#### 臨時船
1970年以降、12人乗り「ひまわり」が大島汽船が運航しない夜間の急患などを運んできた。東日本大震災では、船を外海に移動させることで津波により陸地に叩きつけられることを防ぐ沖出しで損壊を免れ、震災2日後から約8カ月間、島民らを無償で運んだ。架橋に伴い運航を終了したが、その後保存会が結成され、島内で船体が保存されている。

## 名所・観光
島の多くの区域が三陸復興国立公園に指定されている。

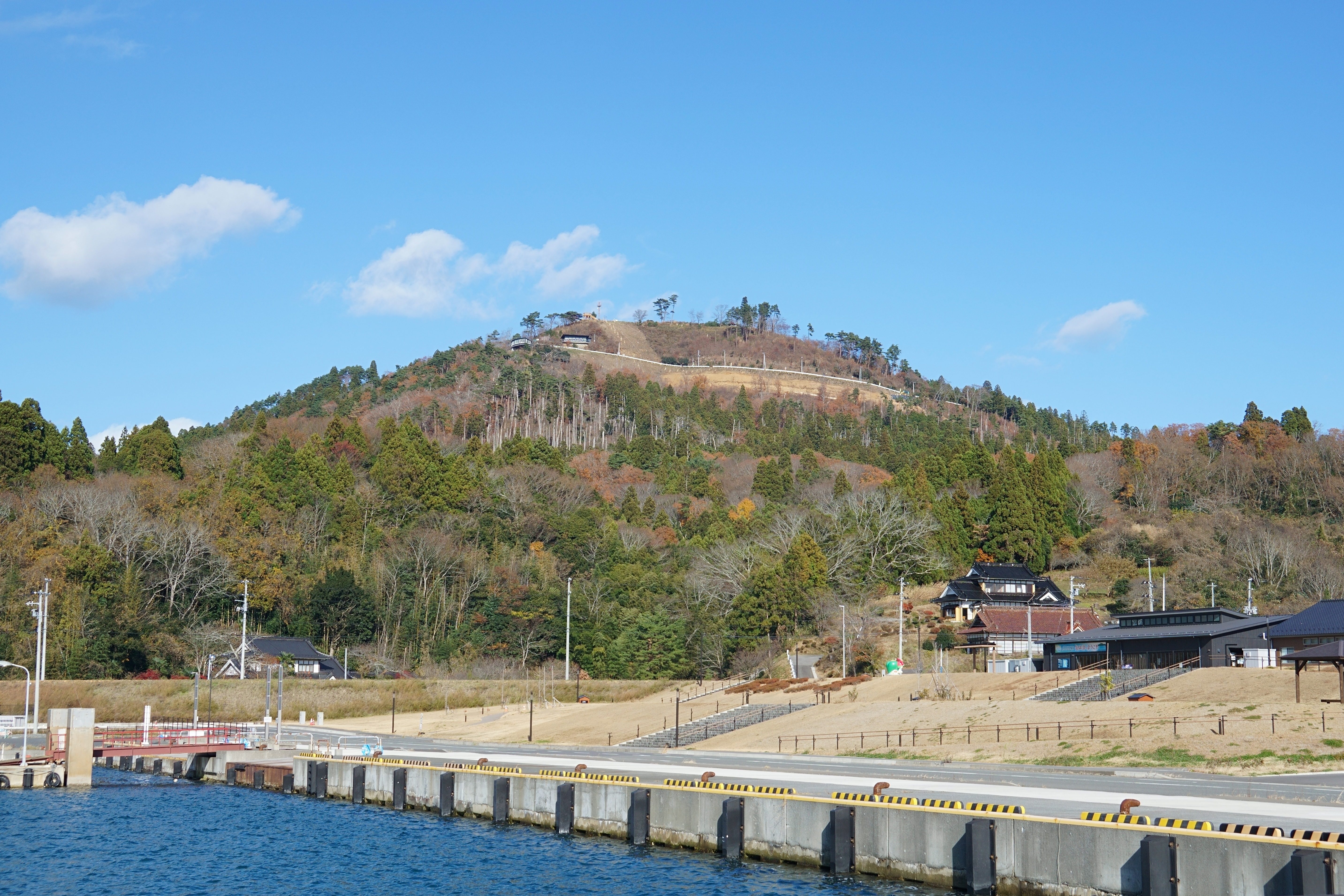
亀山（浦の浜漁港より撮影、2024年12月）

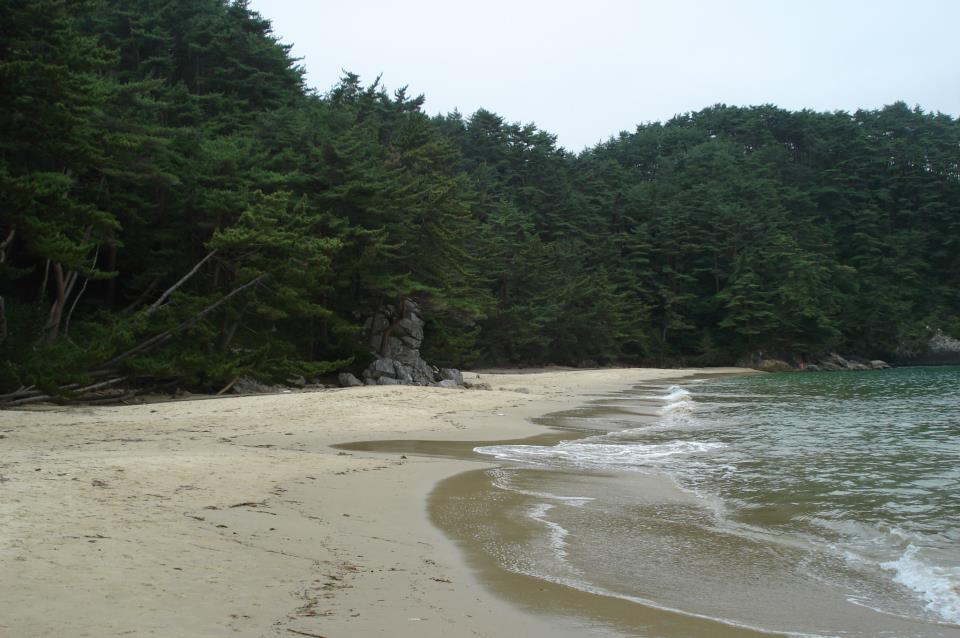
十八鳴浜（2013年5月6日）

- 亀山：標高235m[12]。頂上にはレストハウスや展望台がある[12]。「しま山100選」に選定されており、島全体や気仙沼湾が見渡せる360度のパノラマ眺望と、ツバキの花などの自然を楽しめる。1967年に開業した、浦の浜とレストハウス付近を結ぶ市営ロープウェイ「亀山リフト」があり、季節限定で運行していたが、2011年の東日本大震災で被災し運休した。しかし、観光施設とされたため国の復興事業の対象とならず、設備の老朽化や震災前からの不採算の事情もあり、そのまま廃止・解体された[12]。2021年9月、麓と中腹にある駐車場を結ぶ、通年の輸送設備の設置を検討していることを明らかにした。これは、観光スポットであるにも拘らず、亀山リフトの廃止以降はアクセス手段が限られ、行きにくいという苦情が観光客から寄せられていたためである[12]。2022年からリフトの代わりとしてモノレールの整備計画が発表された[13]。
- 十八鳴浜（くぐなりはま）: 日本で最初に学術的に認定された鳴き砂の浜。日本の渚百選。国の天然記念物。環境保全のため周辺はあまり整備されていないため、車両等は入れず、遊歩道を20分ほど歩いた先にある。喧騒から離れた静かな海岸である。
- 小田の浜海水浴場：大島中央部の太平洋側にある海水浴場。沖には小前見島が浮かぶ。シーズン中は大変賑わう。「快水浴場百選」ベスト3、海の部特選。2023年にブルーフラッグ認証ビーチとなった。
- 田中浜：小田の浜の北側に位置する浜。離岸流が発生するため遊泳は禁止されている。気仙沼市が舞台となったNHKの連続テレビ小説「おかえりモネ」で浜辺のシーンが撮影された。
- 龍舞崎：大島南端に位置する岬。漁船員に気仙沼の入口を知らせる、白亜の龍舞灯台が設置されている。
- 海中公園：豊かなマリンブルーの海を楽しむことが出来る。（震災前は、グラスボートが出ていた。）
- 大島神社：亀山の中腹にあり、創建1000年以上の歴史を誇る[14]。
- 誓亀山 光明寺：真言宗智山派の寺院で、本尊は不動明王。平安時代前期の仁和年間創建と伝わる[15]。
- みちびき地蔵：現存する地蔵。この名称で呼ばれるようになった時期は不明だが、祀られた時期については江戸時代中期の1770年代とする記録がある[16]。

当島に伝わる民話で『まんが日本昔ばなし』でも1977年に放送された「みちびき地蔵」という津波を扱った同名の昔話がある。
また別内容で「昔、大地震の際、逃げ惑う人々に指示を出した人がおり、その人の後を付いていって助かった人々が、お礼をしようと思って探したが結局見つからず『あの人はお地蔵様だったんだ』と言われた」という地蔵が出てくる昔話もある。
- 気仙沼大島ウェルカム・ターミナル：浦の浜に新設された観光拠点。観光案内所、販売スペース、展示スペースが設けられている。飲食・ショッピング施設「野杜海（のどか）」を併設している。
- 気仙沼ベイクルーズ：浦の浜を発着し、島の北側を遊覧する。
- 休暇村気仙沼大島：アウトドアスポーツが行える宿泊所。館内には大浴場やティーラウンジもある。

## 大島が舞台となった作品
- 「おかえりモネ」2021年度前期 NHK連続テレビ小説

## 特産物
- ブルーベリー - 現在、休耕田の有効利用を図るため、「大島地区フルーツアイランド構想」事業を行っている。
- 椿油 - 島内には椿の群生地があり、昔から椿油の生産が行われてきた。
- 柚子 - 1990年代から北限の柚子として栽培が始まった（現在では陸前高田市が北限）[17]。